# Komsomolskaja Pravda

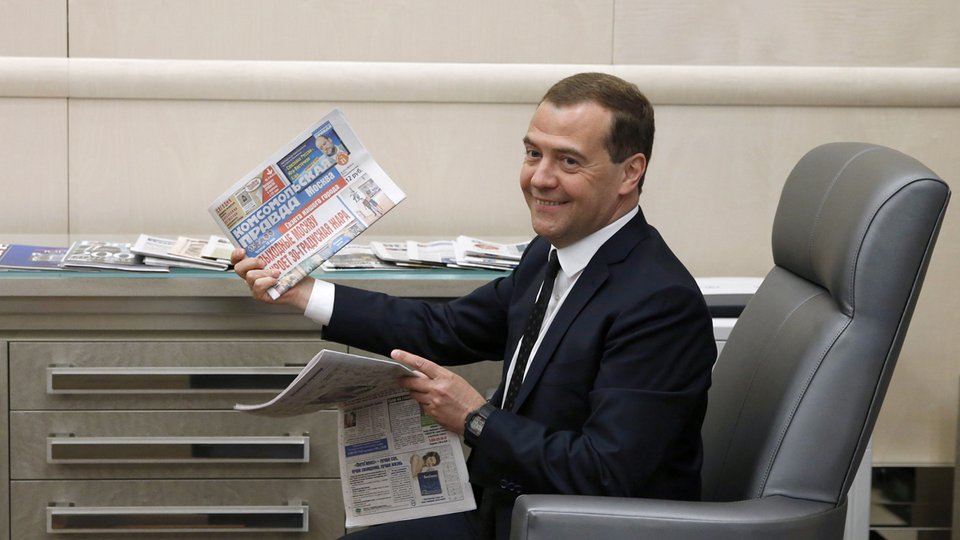
Dmitri Medvedev houdt de Komsomolskaja Pravda in de hand

Komsomolskaja Pravda (Russisch: Комсомольская правда; "Komsomol waarheid") is een dagelijkse Russische tabloidkrant, opgericht op 13 maart 1925.
Tijdens het Sovjettijdperk was Komsomolskaja Pravda een krant van 'alle vakbonden' van de Sovjet-Unie en een officieel orgaan van het Centraal Comité van de Komsomol. De krant is nu eigendom van Media Partner, dat op zijn beurt eigendom is van ESN Group (Евросевернефть), een energiebedrijf onder leiding van Grigory Berezkin, die nauwe banden heeft met Gazprom. In december 2000 kocht het Noorse mediabedrijf A-Pressen één deel van 25 procent.
Naast de Russische versie zijn er ook "Europese" edities (Komsomolskaja Pravda v Evrope), deze zijn met name gericht op de Russische diaspora in Duitsland, evenals Russisch sprekende toeristen aan de Kroatische Adriatische kust, het wordt verspreid in verschillende EU-landen, terwijl een speciale editie in de Baltische regio is beschikbaar in Letland, Estland en Finland.
Een aantal vergelijkbare, maar onafhankelijke kranten zijn te vinden in andere voormalige Sovjetlanden:
- Wit-Rusland – Komsomolskaja Pravda v Belorusi
- Moldavië – Komsomolskaja Pravda v Moldove
- Kazachstan – Komsomolskaja Pravda v Kazachstan
- Oekraïne – Komsomolskaja Pravda v Oekraïne (in januari 2016 omgedoopt tot KP)

- Gemeinsame Normdatei: 7728296-6
- Library of Congress Control Number: n80131463
- Virtual International Authority File: 176196400